# Street Fakers
Street Fakers è un cortometraggio muto del 1915 diretto da Hal Roach.

## Produzione
Il film fu prodotto dalla Essanay Film Manufacturing Company. Venne girato a Los Angeles.

## Distribuzione
Distribuito dalla General Film Company, il film - un cortometraggio di una bobina conosciuto anche con il titolo Street Fakirs - uscì nelle sale cinematografiche USA il 5 agosto 1915.